# Olympische Sommerspiele 1988/Teilnehmer (Gabun)
| Gelbes Symbol für Goldmedaillen mit stilisierten Olympischen Ringen | Graues Symbol für Silbermedaillen mit stilisierten Olympischen Ringen | Braundes Symbol für Bronzemedaillen mit stilisierten Olympischen Ringen |
| ------------------------------------------------------------------- | --------------------------------------------------------------------- | ----------------------------------------------------------------------- |
| —                                                                   | —                                                                     | —                                                                       |

Gabun nahm an den Olympischen Sommerspielen 1988 in Seoul, Südkorea, mit einer Delegation von zwei Sportlern (ein Mann und eine Frau) an zwei Wettbewerben in zwei Sportarten teil. Medaillen konnten keine gewonnen werden. Es war die dritte Teilnahme des Landes an Olympischen Sommerspielen.

## Teilnehmer nach Sportarten

### Boxen
Männer
- Serge Bouemba
  - Federgewicht

Runde eins: Freilos
Runde zwei: gewonnen gegen Ilham Lahia aus Indonesien
Runde drei: ausgeschieden gegen Liu Dong aus der Volksrepublik China

### Leichtathletik
Frauen
- Gisèle Ongollo
  - 100 Meter Lauf

Runde eins: ausgeschieden in Lauf sieben; 11,85 s (Rang 6)